# Aulodrilus limnobius
Aulodrilus limnobius är en ringmaskart som beskrevs av Bretscher 1899. Aulodrilus limnobius ingår i släktet Aulodrilus och familjen glattmaskar. Arten är reproducerande i Sverige. Inga underarter finns listade i Catalogue of Life.